# Troll (cómic)
Troll (Gunna Sijurvald) es una personaje ficticia que aparece en los cómics estadounidenses publicados por Marvel Comics.

## Historial de publicaciones
El personaje apareció por primera vez en Thunderbolts #145 (agosto de 2010) y fue creado por el escritor Jeff Parker y el artista Kevin Walker.
Ha aparecido como un personaje habitual en Thunderbolts desde el número 157 y ha permanecido con el equipo desde que el título pasó a Dark Avengers a partir del número 175.

## Biografía ficticia
Troll es descendiente de una madre asgardiana y un miembro masculino de la tribu Magzi Troll.Originalmente estuvo prisionera en Asgard hasta que el asedio de Asgard destruyó su celda.Detenida por los Thunderbolts, Troll fue colocada en una celda en la Balsa a pesar de las protestas de Valquiria de que debería ser devuelta a Asgard.
Cuando Luke Cage lidera a los Thunderbolts en su primera misión a la Balsa, se topan con la joven Gunna, quien ataca y desactiva el traje de Ghost con su hacha. Ghost intenta pedir ayuda, mientras la chica atacante vestida con piel de Troll está a punto de cortarlo en dos. Por suerte para Ghost, Crossbones la golpea en el costado de un solo disparo, lo que la hace caer. Cage reprende a Crossbones por la acción aparentemente letal, aunque este último defiende que simplemente usó un dardo para penetrar la oreja de la niña.
Más tarde, en la Balsa, Valquiria identifica a la niña como Gunna, una asgardiana que fue capturada por los Magzi Trolls. Ella fue encerrada en Asgard junto con el resto de Magzi con la esperanza de rehabilitarla, antes de que los Trolls escaparan después de la caída de Asgard. Valquiria quiere llevarse a Gunna a casa, pero Warden Walker se opone, afirmando que ella y sus hermanos Troll mataron y aparentemente se comieron a ciudadanos estadounidenses y, por lo tanto, Gunna permanecerá en la Balsa hasta que se pueda llevar a cabo un juicio judicial. Valquiria responde que si el asedio a Asgard nunca hubiera ocurrido, entonces los Trolls nunca habrían sido liberados. Luke Cage media en la disputa y afirma que dejarán la decisión al Comandante Steve Rogers. Valquiria acepta la propuesta y acepta dejar que Gunna permanezca en la Balsa hasta entonces. Cuando Valquiria y Walker se van, Cage le aconseja a Songbird que oriente a Gunna durante su estadía y, lo que es más importante, le enseñe a no comerse a nadie.Durante un motín en la prisión en el que se cortó la electricidad, Songbird es atacada por un grupo de prisioneras. Después de doblar los barrotes de su jaula, Troll sale corriendo para salvarla mientras grita en un inglés entrecortado. Cuando Moonstone (que antes acababa de dejar Songbird) sale corriendo y dice haber salvado el día, Songbird señala que ella no hizo nada mientras Gunna salvó el día.Durante el almuerzo, las otras prisioneras critican sus hábitos alimenticios y la describen como una mascota doméstica intacta. Cuando le preguntan en broma si era caníbal, ella sorprende a los prisioneros con un inexpresivo "Sí".
Thor también visitó a Troll en su celda para ofrecerle un lugar en Asgard, pero ella rechazó su oferta diciéndole que no era Asgardiana.
Cuando un trío de prisioneros se burlan de Gunna desde detrás del campo de fuerza que separa el patio de hombres del de mujeres. Gunna intenta abalanzarse sobre ellos pero el campo de fuerza bloquea su camino. El director John Walker y los guardias de la prisión aparecen para calmar la situación y disciplinar a los prisioneros. Una vez que se resuelve, uno de los guardias le confía a Walker que Gunna es demasiado poderosa para un centro juvenil pero demasiado joven para la Balsa. Se recluta un nuevo equipo Thunderbolt en caso de que el equipo principal muera en una misión con Songbird seleccionado como líder. Por lo tanto, ella y John Walker recorren la Balsa y seleccionan reclutas potenciales.
Recientemente, Troll fue reclutada para unirse a su equipo Beta de los Thunderbolts, apodado 'The Underbolts'.En la primera misión, Troll salva a Boomerang de ser devorado por zombies.
Durante la historia de Fear Itself, se vio a Troll sacando gente del océano después de que Juggernaut en la forma de Kuurth: Breaker of Stone destruyó la balsa y estaba "divirtiéndose ella misma".
Troll escapó junto con varios otros reclusos que eran miembros de los Thunderbolts. Debido a una falla en la tecnología de teletransportación de su torre causada por Hombre Cosa, la torre comenzó a moverse tanto en el tiempo como en el espacio. Terminaron en la Segunda Guerra Mundial formando equipo con los invasores para luchar contra los Nazis.Troll y el resto del equipo se remontan a la década de 1940 debido a los viajes en el tiempo. Ella rápidamente sale a cazar. Después de una breve escaramuza con algunos nazis, comienza a salir con el Señor Hyde. El hacha de guerra de Troll también es una herramienta fundamental para los Thunderbolts en el presente que intentan rastrearla a través del tiempo.Troll y el resto de los Thunderbolts terminan en el Londres victoriano.Luego Troll y los Thunderbolts retroceden aún más en el tiempo y terminan en la corte de Rey Arturo en Camelot.Troll y los Thunderbolts finalmente regresaron a la época del equipo Thunderbolts original dirigido por el Barón Helmut Zemo.Después de que Fixer matara a su yo más joven, lo que comenzó a causar un colapso en la realidad y obligó a Fixer a asumir el lugar de su yo más joven, Troll regresó al futuro con el resto de los Thunderbolts.
Mientras los otros miembros de los Thunderbolts siguieron caminos criminales, Troll se quedó al cuidado de Luke Cage y Songbird, para, como dijo este último, "mostrar al mundo quién eres realmente".
En el momento en que la Madre Parásito planeó apoderarse del mundo, Troll se encuentra entre los personajes más jóvenes que ayudan a los Jóvenes Vengadores a luchar contra la Madre Parásito cuando los niños y aquellos que son jóvenes de corazón pueden ver las maquinaciones de la Madre Parásito.

## Poderes
Troll se ha demostrado que tiene una fuerza sobrehumana, que se demuestra al doblar las barras de metal de su celda y empuñar un hacha de batalla que los hombres mortales encuentran imposible de levantar. Parece tener la capacidad de llamar mentalmente el hacha, como se muestra cuando luchó contra un ejército de Doombots en Latveria.